# Q Lazzarus
Дайан Лаки (англ. Diane Luckey; 12 декабря 1960, Нью-Джерси, США — 19 июля 2022, Нью-Йорк, США), известная под сценическим псевдонимом Q Lazzarus — американская певица. Получила известность благодаря песне Goodbye Horses, которая была написана в 1988 году Уильямом Харви и стала саундтреком к фильмам Замужем за мафией (1988) и Молчание ягнят (1991). Режиссёр обоих фильмов — Джонатан Демми.

## Биография

### Карьера
Q Lazzarus известна тем, что имеет глубокий и хриплый голос контральто. Она родилась в Нью-Джерси, рано вышла замуж и терпела домашнее насилие в браке, что впоследствии вдохновило её написать песню Tears of Fear (Слёзы страха). После того, как она развелась с мужем, переехала в Нью-Йорк и стала работать няней в английской семье. Позже решила устроиться таксистом и дальше продолжать писать музыку самостоятельно со своей группой The Resurrection. Она стала певицей, когда работала водителем такси в Нью-Йорке. Как-то Q Lazzarus подвозила Джонатана Демми, известного режиссера, который услышал ее песню в такси. Демми отправил ее в Голливуд, где несмотря на его рекомендации, звукозаписывающие компании отказались работать с Q Lazzarus, так как посчитали, что «её песни невозможно продать». Она ответила: «Я продаю свои песни сама, я афроамериканская женщина, которая носит дреды и поёт американский рок-н-ролл».
Музыка Q Lazzarus была впервые представлена в фильмах «Дикая штучка» и «Замужем за мафией», в которых дебютировала композиция «Goodbye Horses». Q Lazzarus исполнила кавер-версию песни «Heaven» группы Talking Heads в фильме «Филадельфия» в 1993 году. «Goodbye Horses» больше всего известна по фильму Молчание ягнят, как песня, которая играет в знаменитой сцене, в которой Буффало Билл исполняет свой чудовищный монолог. Песня получила популярное название «The Buffalo Bill Song». С тех пор эта мелодия получила много пародий в фильмах, телевидении и видеоиграх, включая Clerks II, Fully Flared, Maniac, Grand Theft Auto IV, Skate 3, мультсериале  Гриффины и др.
Впоследствии группа была названа «Q Lazzarus and the Resurrection». В состав группы входили Марк Баррет, автор песен Уильям Харви, Глориана Галиция, Дженис Бернстайн, а также резервные певцы Дениз, Лиз и Иветт В., Хоуи Фельдман и Рон Резюньо. Группа распалась в 1996 году и Q Lazzarus больше не появлялась на телевидении.
Умерла 19 июля 2022 года.